# مانوئلا لجری
مانوئلا لجری (ایتالیایی: Manuela Leggeri؛ زادهٔ ۹ مه ۱۹۷۶) بازیکن زن والیبال اهل ایتالیا بود.
وی در مسابقات کشوری و بین‌المللی در مجموع برندهٔ ۱ مدال طلا، ۲ مدال نقره شده‌است.